# Зарайский кремль (музей)
Государственный музей-заповедник «Зарайский кремль» (Государственное бюджетное учреждение культуры Московской области «Государственный музей-заповедник „Зарайский кремль“» — музей в городе Зарайске. Один из крупнейших музеев Московской области. Единственный государственный музей юго-востока Подмосковья.

## История
Созданию музея в Зарайске в октябре 1918 г. предшествовал целый ряд событий, которые во многом определили судьбу учреждения. В 1910 г. по инициативе председателя Зарайского общества сельского хозяйства агронома А. В. Иванова был открыт естественно-исторический музей Зарайского земства. Коллекция собиралась местными любителями естествознания, в основном, преподавателями гимназии и реального училища. Возглавила этот музей Ю. Н. Лебедева.
В начале 1918 г в Зарайске при содействии эмиссара музейного отдела Всероссийской коллегии по охране памятников искусства и старины Леонида Михайловича Весельчакова, художника, уроженца Зарайского края, создается художественный музей на основе крупного собрания из усадьбы Келлеров в с. Сенницы.
Первым директором музея был назначен Константин Васильевич Морозов, археолог, выпускник Московского института археологии, известный своими трудами по реставрации Никольского собора Зарайского кремля, проводившейся ещё в 1914—1915 гг. Музей находился в ведении Зарайского уездного отдела народного образования. Подотдел охраны памятников искусства и старины внешкольного отдела возглавил в то время Иван Петрович Перлов.
Свои коллекции до 1920 г. художественно-исторический музей собирал в старинном доме № 84 (дом Ярцева) на Екатерининской улице, современной Красноармейской. В 1920 г. в музее работала переводчица иностранных языков М. И. Торшина, обязанности женской прислуги исполняла Е. Д. Мещанинова, а сторожем трудился К. И. Колычев.
В 1922 г. в ведение музея был передан Никольский собор в Зарайском кремле. В нём начал работать музейный отдел церковной архитектуры под руководством К. В. Морозова. К этому времени музей, директором которого с 1921 г. являлся уже И. П. Перлов, размещается в здании Присутственных мест. 12 декабря 1924 г. естественно-исторический и художественно-исторический музеи были объединены в один музей истории, культуры и природы Зарайского края.
В первые годы существования музея его сотрудники обследовали практически все дворянские имения в Зарайском уезде с целью сбора предметов искусства и истории. В этот период, помимо коллекции графов Келлер, в музей поступили коллекции живописи, фарфора, предметов мебели, библиотеки из имений графини Кутайсовой (с. Дивово), графа Комаровского (с. Городна), Гончаровых (с. Ильицыно), Перле (д. Вельяминово), Богдановых (д. Козлово), Селиванова (д. Бортники). Много ценных предметов поступило из других имений уезда: И. Д. Морозова (с. Щурово), барона Струве (с. Орешково) и т. д.
В 20-е гг. увидели свет три выпуска «Трудов Зарайского краевого музея» — «Зарайские укрепления XVI—XVII вв.» (автор И. П. Перлов), «Естественно-исторический очерк Зарайского уезда» (автор А. В. Иванов) и «Больше-Коровинская волость Зарайского уезда Рязанской губернии» (А. В. Иванов). Был подготовлен к печати и четвёртый выпуск, написанный И. П. Перловым: «Материалы по археологии Зарайского края», но напечатан он не был.
С 1921 по 1928 г. музей возглавляет И. П. Перлов. Он родился в 1892 г. в семье священника в д. Куково Зарайского уезда. Вопреки желанию отца отказался от духовного образования и в 1914 г. поступил в Казанский университет на исторический факультет. Закончить его не удалось: началась революция. Юношеское увлечение живописью привело Перлова в Рязанское художественное училище.
В семье И. П. Перлова сохранились его дневники. Записи в дневнике за 1922 г. говорят о глубоких переживаниях, связанных с разрушением храмов, уничтожением икон и христианских святынь. Во время изъятия ценностей из зарайских соборов Иван Петрович вместе с коллегами всеми силами пытались сохранить древнейшие иконы, кресты и другие ценности, убеждая власти в том, что они, кроме религиозного, имеют музейное значение. Часть вещей все-таки была перенесена в музей.
Цитата из дневника И. П. Перлова от 2 апреля 1922 г.: Мы с Морозовым приходили в кремль и перетаскивали в музейной бельевой корзине тяжелые книги, церковные сосуды и кресты, и устраивали их в древнем алтаре Николаевского собора в шкафу красного дерева. Со времени переноски ценностей в старый собор мы ежедневно готовились к бою. Морозов все уяснял окончательно, что должно войти в музейную опись, стараясь подвести под инструкцию возможно большее количество вещей, а я занимался описанием по собору, инстинктивно чувствуя, что защитить их (иконы) по отдельности будет гораздо легче".
Вот о чём говорилось в отчете о деятельности Зарайского музея за 1925—1926 гг.: проводились археологические раскопки — было обследовано 3 памятника; производился ремонт кремля. Научная работа велась по следующим темам: изучение истории Зарайска и его уезда, сбор материалов по биографиям известных зарайцев: А. Р. Артема, А. К. Энгельмейера, П. А. Радимова и др., изучение усадебного быта; проведение экспедиции по сбору геологического материала; сбор коллекции перепончатокрылых насекомых; сбор материалов по медоносной флоре Зарайского уезда и т. д. Сотрудниками сельскохозяйственного отдела были прочитаны лекции по пчеловодству и агротехнике.
Работа велась на фоне объективных трудностей. В этот период экспозиционные залы в здании Присутственных мест соседствуют с двумя квартирами служащих школы № 4, находившейся в одноэтажном здании бывшего духовного училища. В конце 1926 г. школа была оттуда выведена, но одновременно распоряжением Горсовета в одноэтажный корпус музея вселены были Городская центральная библиотека и пионерклуб фабрики Центросоюза. «Занятие музея посторонними учреждениями, — пишет в отчете Перлов, — само по себе создало крупный ущерб работе музея в научном и культпросветительном направлении, и в направлении охраны имущества». Это даже заставило музей свернуть ряд экспозиций: картинную галерею, отдел русского и восточного фарфора, отдел японско-китайского искусства.
В середине 20-х гг. XX века в стране началась реорганизация местных музеев в краеведческие с целью привести их к нормативному единообразию. Независимо от содержания коллекций вменялось единообразное название, состоявшее из указаний географического местонахождения и обязательного слова «краеведческий». Были рекомендованы типовые отделы: естественно-исторический, культурно-исторический, социально-экономический.
Зарайский музей в очередной раз меняет свое название, структуру и подчиненность. Теперь он подчиняется Рязанскому губернскому музею. Создаются четыре отдела: естественно-исторический, сельскохозяйственный, культурно-исторический и церковно-исторический. В ведении музея находится и Зарайский кремль. В Зарайском уезде музей был единственным органом, который занимался охраной памятников истории и культуры.
Вскоре прекращается финансирование музея из уездного бюджета. Докладная записка И. П. Перлова в Рязанский губ. музей от 31 марта 1927 г.: «Вследствие непрекращающейся в течение 3-х лет течи в крышах здания музея состояние потолков пришло к данному времени в катастрофическое состояние. Наблюдавшиеся в течение весны 1926 и 1927 г. обвалы штукатурки потолка по всей северной части здания по заключению технической секции горсовета являются угрожающими, вследствие чего я считаю своим долгом сделать настоящее представление о необходимости закрытия музея и производства ремонтных работ, так как в дальнейшем обвалы потолков могущие возникнуть во время посещения музея могут угрожать жизни посетителей». Рязанским губ. музеем было направлено письмо о принятии мер к ремонту в Зарайский горсовет и докладная записка в Музейный отдел Главнауки.

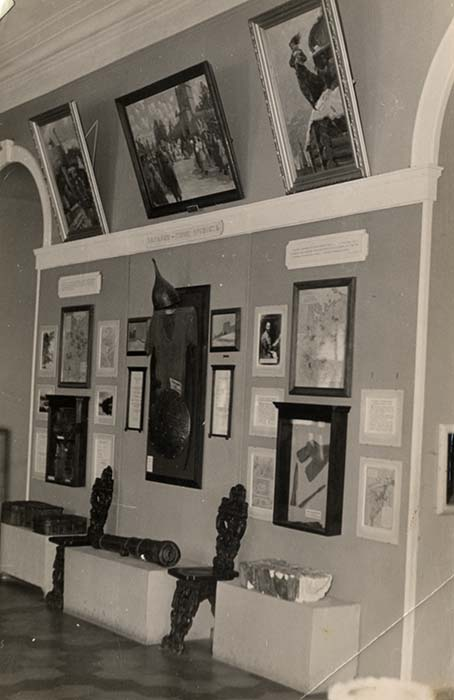
Историческая экспозиция Зарайского музея в здании Троицкой церкви

В конце 1927 г. против Перлова было возбуждено уголовное дело. Это был один из судебных процессов конца 20-х — начала 30-х гг. против музейных работников и местных краеведческих обществ. Одной из основных задач этих обвинений и судебных процессов было «освобождение» музеев от «социально чуждых элементов», то есть фактически от тех, кто стоял у истоков создания музеев и налаживал их деятельность в первое десятилетие советской власти. Развернулась работа по «созданию новых классово преданных кадров краеведов». И. П. Перлов был приговорен к трем годам лишения свободы, но через полгода был освобожден по амнистии, а в 1930 г. переведен на работу в Московский областной музей, располагавшийся в Ново-Иерусалимском монастыре. После него директором Зарайского музея стал П. И. Машин, а в 30-е годы. — В. Н. Мартынова. В годы войны директором назначили А. В. Григорьеву. Во 2 пол. XX века музей возглавляли А. М. Сауткина, Л. С. Карасева, А. Д. Климова.
В 30-е годы в условиях нигилистического отношения к историко-культурному наследию музей прекратил деятельность по комплектованию, учёту и изучению исторических памятников края. Чтобы сохранить памятники истории и культуры, Зарайский музей передал часть музейных предметов в Государственный исторический музей. А драгоценный оклад с иконы Николы Зарайского был передан в Оружейную палату Московского кремля, где и хранится до сих пор.
В 1936 г. Зарайский музей вывели из здания в кремле. После долгих скитаний по городу музей получил здание Троицкой церкви, по площади значительно уступавшее прежнему помещению и к тому же без отопления. Часть уникальных коллекций приходилось хранить в сараях с протекающими крышами, в сырых подвалах, да и само здание церкви представляло собой ужасающую картину. Только благодаря самоотверженности сотрудников удавалось сохранять оставшуюся часть коллекции. В здании Троицкой церкви музей находился почти 80 лет.
В 1970-е годы музей расширился за счет присоединения организованного в 1974 году музея А. С. Голубкиной и усадьбы Достоевских в сельце Даровое. С середины 70-х гг. началось детальное изучение коллекций музея, их систематизация и дальнейшее пополнение, реставрация музейных предметов. В 1985 году решением Министерства культуры РСФСР музей был преобразован из краеведческого в историко-художественный. В конце 1980-х годов член-корреспондент АХ СССР Ф. Д. Константинов подарил музею более тысячи своих гравюр. В 1998 г. он получает статус государственного музея и преобразуется в историко-архитектурный, художественный и археологический. В год 100-летнего юбилея музей вошел как Государственный музей-заповедник «Зарайский кремль». В 2014 году музей переехал из бывшей Троицкой церкви в отреставрированное здание Присутственных мест, расположенное на территории Кремля.

Залы современной экспозиции в здании Присутственных мест
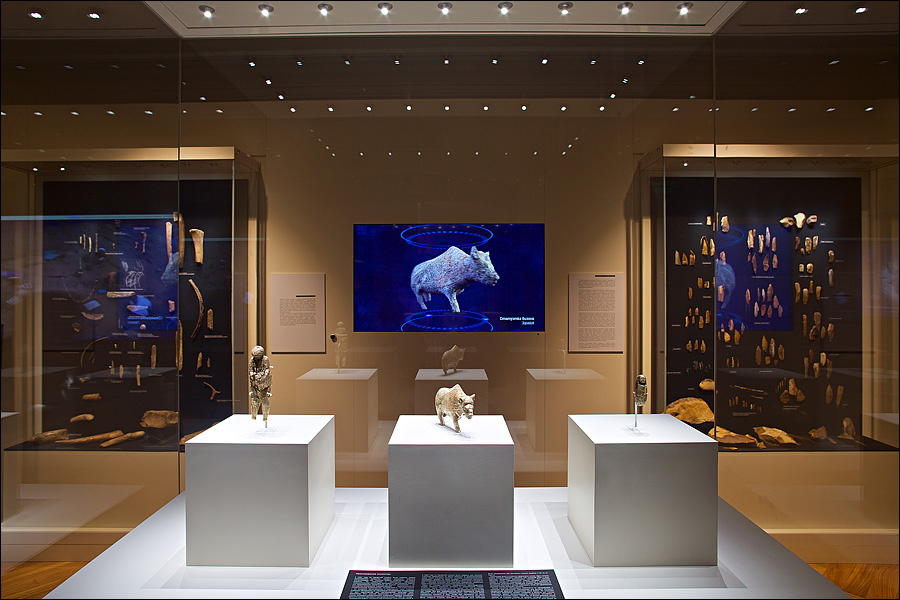
Зал "Зарайская верхнепалеолитическая стоянка"
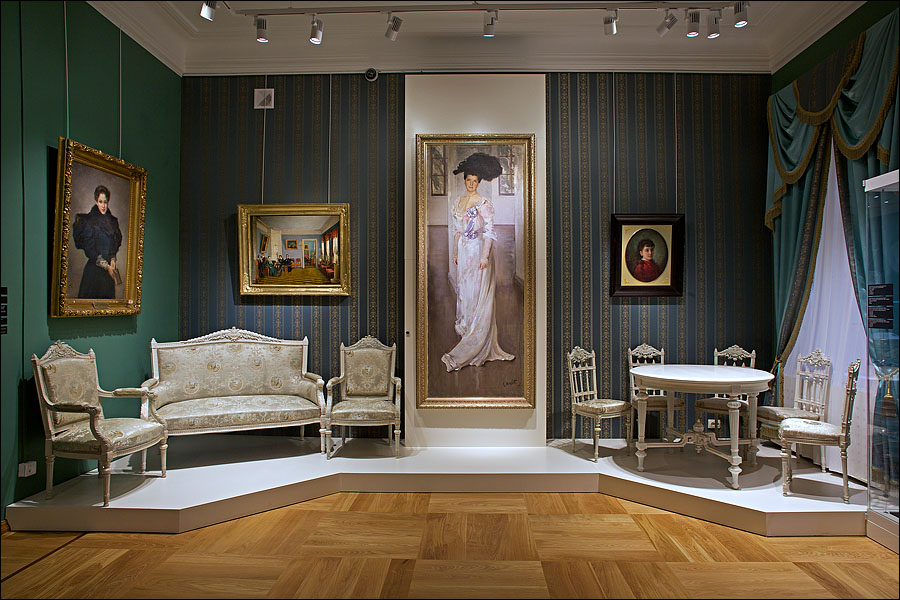
Зал "Русское искусство. Портрет"
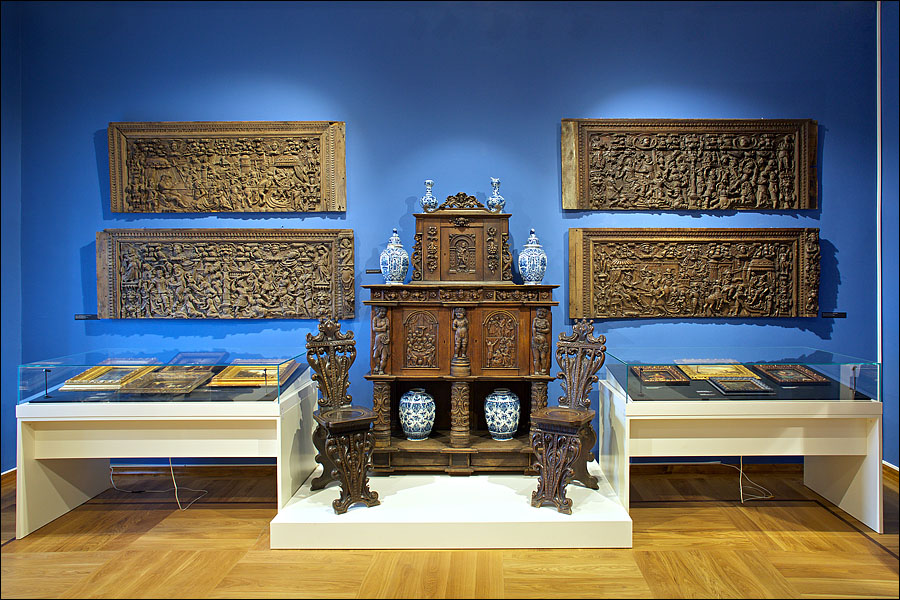
Зал "Зарубежное искусство"

## Состав комплекса
|  | Название, расположение                                          | Описание                                           |
|  | --------------------------------------------------------------- | -------------------------------------------------- |
|  | Музей Зарайск, ул. Музейная, кремль, здание Присутственных мест | залы постоянных экспозиций, зал временных выставок |
|  | Зарайский кремль Зарайск, ул. Музейная, кремль                  | экскурсии по территории кремля                     |
|  | Дом А. С. Голубкиной Зарайск, ул. Дзержинского, д. 38           | постоянная экспозиция                              |
|  | Усадьба «Даровое» Зарайский район, д. Даровое, д.1              | посещение выставки возможно только с экскурсией    |

## Единицы хранения
- Более 200 000, из них более 40 000 — предметы основного фонда.
- Наиболее ценные коллекции:
  - коллекция дворянских и купеческих портретов конца XVIII — начала XIX вв.;
  - коллекция русского, западноевропейского и восточного фарфора 2-й пол. XVIII—XIX вв.;
  - коллекция каменных и костяных орудий труда и произведений палеолитического искусства, обнаруженных в процессе изучения Зарайской верхнепалеолитической стоянки.

## Расположение
Музей находится на территории Зарайского кремля в здании Присутственных мест (зарайского духовного училища).

## Награды
- Благодарность Президента Российской Федерации (21 апреля 2022 года) — за вклад в подготовку и проведение мероприятий, посвящённых 200-летию со дня рождения Ф. М. Достоевского[1].